# MIRAGE (álbum de MELL)
Mirage es el segundo álbum de estudio de la cantante japonesa de I've Sound, MELL, Que salió a la venta el 27 de octubre de 2010, contando con una edición especial de CD y DVD y una edición regular solamente de CD.
Este álbum abarca los sencillos: Proof/no vain, KILL y RIDEBACK. Contiene ocho canciones inéditas, las canciones de los sencillos antes mencionados y un tema antiguo de un EP de I've Sound publicado en el 2002 y titulado Dirty gift.
La edición de CD y DVD contiene el videoclip promocional de Mirage, canción titular del disco, y un apartado que resume la creación del disco.

## Canciones
1. Mirage
Composición y arreglos: Kazuya Takase
Letra: MELL
2. KILL
Composición y arreglos: Kazuya Takase
Letra: MELL
3. Princess bloom
Composición y arreglos: Ken Morioka
Letra: MELL
4. Fascination
Composición: Tomoyuki Nakazawa
Arreglos: Tomoyuki Nakazawa y Takeshi Ozaki
Letra: MELL
5. Fixer
Composición y arreglos: Kazuya Takase
Letra: MELL
6. Sabaku no yuki (砂漠の雪)
Composición y arreglos: CG Mix
Letra: MELL
7. Proof
Composición y arreglos: Kazuya Takase
Letra: MELL
8. Teleportation guy
Composición y arreglos: Ken Morioka
Letra: MELL
9. Love illusion
Composición: CG Mix
Arreglos: CG Mix y Takeshi Ozaki
Letra: MELL
10. Infection
Composición y arreglos: Maiko Iuchi
Letra: MELL y Seven-Ion
11. RIDEBACK
Composición y arreglos: Kazuya Takase
Letra: MELL
12. My Precious
Composición y arreglos: Ken Morioka
Letra: MELL
13. Red Fraction -IO Drive mix
Composición y arreglos: Kazuya Takase
Letra: MELL